# 復讐法廷 (1997年のテレビドラマ)
『復讐法廷』は1997年9月13日にテレビ朝日系・土曜ワイド劇場枠で放送された2時間ドラマ。土曜ワイド劇場1000回記念作品。
正式名は『復讐法廷〜夜の寝室で夫と愛人に殺される?!　車のトランクに謎の死体…絶体絶命の妻の最後の賭け〜』。主演は浅野ゆう子。
原作はアメリカの推理作家・ライオネル・ホワイトの長編小説「ある死刑囚のファイル」で、「土曜ワイド劇場」枠では既にドラマ化されており（山本陽子主演、1982年2月6日放送）、本作は二度目のドラマ化となる。
なお、2015年に放送された田村正和主演の同名のドラマとは無関係（タイトルが同じ他、同じ放送局である点、どちらも海外の小説を原作としたドラマである点など複数の共通点がある）。

## キャスト
- 林田さよ子：浅野ゆう子
- 広瀬昭：辰巳琢郎
- 佐藤薫：鳥越マリ
- 塚本吾一：左とん平
- 坂上裁判長：角野卓造
- 花見：野村昭子
- 山本検事：横内正
- 林田武樹：萩原流行
- 南雄平：愛川欽也
- 杉崎船長：高橋英樹
- 土屋新吉：山崎りょう

## スタッフ
- 監督：齋藤光正
- 脚本：吉田剛
- 原作：ライオネル・ホワイト「ある死刑囚のファイル」
- 主題歌：ZARD「promised you」
- 制作：テレビ朝日、東映

## 関連作品
『逆転法廷　私は殺される！』
監督：富本壮吉
脚本：吉田剛
原作：ライオネル・ホワイト「ある死刑囚のファイル」
出演：山本陽子、江原真二郎、中山仁、池波志乃、大坂志郎、小林昭二
制作：テレビ朝日、松竹
1982年2月6日放送。